# Fujiko Sekino
Fujiko Sekino (25 febbraio 1975) è un'ex sciatrice alpina francese.

## Biografia
La Sekino, originaria di Chamonix, debuttò in campo internazionale ai Mondiali juniores di Monte Campione/Colere 1993 ed esordì in Coppa del Mondo il 21 dicembre 1994 in Alta Badia in slalom gigante, senza completare la prova. Il 10 febbraio 1997 ottenne a Crans-Montana in slalom gigante l'ultima vittoria in Coppa Europa e il giorno successivo l'ultimo podio, nelle medesime località e specialità (3ª); in Coppa del Mondo ottenne il miglior piazzamento il 27 febbraio 2000 a Innsbruck in supergigante (8ª) e prese per l'ultima volta il via il 1º marzo 2003 nella medesima località in discesa libera (39ª). Si ritirò al termine della stagione 2002-2003 e la sua ultima gara fu lo slalom gigante dei Campionati francesi 2003, disputato il 22 marzo a Les Menuires e chiuso dalla Sekino al 28º posto; non prese parte a rassegne olimpiche o iridate.

## Palmarès

### Coppa del Mondo
- Miglior piazzamento in classifica generale: 75ª nel 1997

### Coppa Europa
- 2 podi (dati dalla stagione 1994-1995):
  - 1 vittoria
  - 1 terzo posto

#### Coppa Europa - vittorie
| Data             | Località      | Paese    | Specialità |
| ---------------- | ------------- | -------- | ---------- |
| 10 febbraio 1997 | Crans-Montana | Svizzera | GS         |

Legenda:

GS = slalom gigante

### Campionati francesi
- 4 medaglie (dati dalla stagione 1994-1995):
  - 2 argenti (supergigante nel 1996; slalom gigante nel 2000)
  - 2 bronzi (supergigante, slalom gigante nel 1999)